# 桂梅團治 (4代目)
4代目桂 梅團治（かつら うめだんじ、1957年7月17日 - ）は、岡山県倉敷市出身の落語家。本名∶大崎 誠。桂 梅団治とも表記する。出囃子は『龍神』（春秋時代は『桃太郎』）、自作の鉄道落語（新作落語の一種）の時は『鉄道唱歌』の場合もある。

## 人物
岡山県立玉島高等学校出身で福岡大学法学部卒業後、1980年4月に3代目桂春團治に入門。春秋（はるあき）の高座名で1982年に初舞台を踏む。桂雀々らとの「RG研進会」メンバー。岐阜の「歴博亭土曜寄席」世話人。1997年より独演会「梅満会」を開催（現在は『梅團治憧れの東西二人会』という形になっている）。松竹芸能所属。上方落語協会会員。同協会誌「んなあほな」編集委員。趣味は撮り鉄。弟子の落語家桂小梅は長男。
鉄道ファンでも知られ、特にSLのファンで撮影中に崖から落ちて大怪我をしたことがある。
主に長屋を描いた噺が得意であるほか、鉄道ファンであることを生かした鉄道をテーマとした新作落語も人気が高い。
関西圏ほか全国各地で落語会を行っている。

## 主な落語会
- 須磨寺落語会（神戸市須磨区）須磨寺
- 西明石浪漫笑（兵庫県明石市）
- 龍野落し語の会（京都市山科区）
- 須磨区民寄席（神戸市須磨区）須磨区民センター
- みとろ寄席（兵庫県加古川市）
- スカーレット寄席　小鳥のさえずりの会（兵庫県加古川市）

など

## 改名歴
- 1997年1月27日 - 桂春秋。
- 1997年1月 - 4代目桂梅團治を襲名。

## 受賞歴
- 2019年、第74回文化庁芸術祭賞優秀賞

## 著書
- 『Mはおまへん、SLだけでっせ』（SLの写真集、自費出版）
- 『鉄道落語』（桂しん吉、柳家小ゑん、古今亭駒次（現：古今亭駒治）らと共著。4人それぞれの鉄道に関する新作落語が2つずつ収められている。交通新聞社新書版）

## 新作落語
- 切符 (落語)
- 鉄道親子
- 憧れの蒸気機関車
- 鉄道勇助

など